# Домбский, Павел
Павел Ян Домбский (умер в 1783, Любранец) — государственный деятель Речи Посполитой, каштелян бжесць-куявский (1752—1783).

## Биография
Представитель польского шляхетского рода Домбских герба «Годземба». Старший сын воеводы бжесць-куявского Анджея (ум. 1734) и Катарины Краковской, дочери каштеляна кшивиньского Войцеха Краковского (1650—1717).
В 1729 году Павел Домбский занимал должность маршалка бжесцьского и куявского. Первоначально исполнял обязанности хорунжего бжесць-куявского (1738).
Староста иновроцлавский (1740—1754) и иновлудзский (1748). В последующие годы (1752—1783) Павел Ян Домбский занимал должность каштеляна бжесць-куявского. В 1766 году он был назначен сенатором-резидентом. Избирался депутатом коронного трибунала.
Кавалер Орденов Белого орла (1759) и Святого Станислава (1779).
24 сентября 1782 года в своём завещании завещал полмиллиона польских злотых своей старшей дочери от первого брака, Хелене.
Был владельцем ряда имений: Самшице, Пилихово, Бронишовек, Потоловек, Вымыслово, Венец и Пловце. Имение Пловце было продано Бесекерскому. В конце своей жизни он приобрел графство Любранецкое от старосты ковальского Станислава Домбского за 898 тысяч злотых. Павел Домбский поселился в усадьбе, приобретенной у своего брата Казимира Юзефа в Остравите в квидзынском повете, где построил дворец.
Его внук Густав Домбский (1799—1864), участник Ноябрьского восстания 1830 года в Польше и депутат берлинского парламента.

## Браки и дети
Павел Домбский был женат четыре раза:
1. Катарина Потулицкая. В браке родилась единственная дочь Хелена, будущая жена каштеляна познанского Адама Скорашевского, затем старосты осницкого Леона Мощенского
2. Элеонора Шлибен, дочь воеводы инфлянтского Яна Вильгельма Шлибенга (1682—1737)
3. Людвика Гарчинская, дочь Стефана Гарчинского (1690—1755), воеводы познанского
4. Хелена Конарская, дочь каштеляна хелминского Станислава Конарского (ум. 1757). Супруги имели двух дочерей и двух сыновей:

- Пракседа, 1-й муж генерал Соколовский, 2-й муж — Юзеф Стаблевский
- Теодора, муж — Анджей Козловский
- Михаил (ум. 1805), ротмистр народной кавалерии
- Ксаверий, военно-гражданский комиссар бжесць-куявский.